# Rónald Gómez (Radsportler)

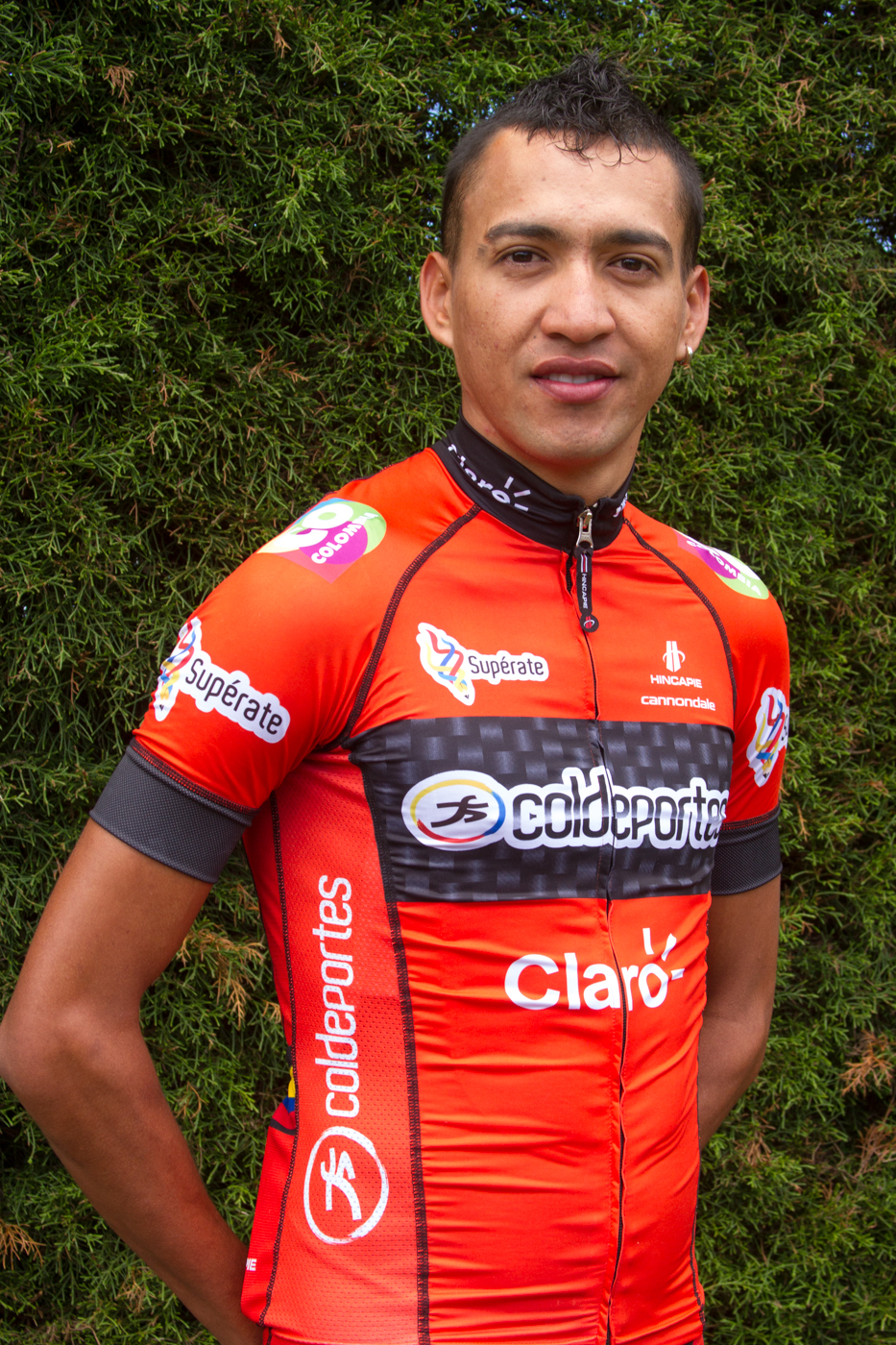
Rónald Gómez (2013)

Rónald Yesid Gómez Ortiz (* 24. Februar 1991) ist ein kolumbianischer Straßenradrennfahrer.
Rónald Gómez gewann 2010 bei der U23-Austragung der Vuelta a Colombia zwei Etappen. Im nächsten Jahr wurde er dort Dritter der Gesamtwertung. Außerdem gewann er mit seinem Team GW Shimano-Chec-Edeq das Mannschaftszeitfahren der Vuelta a Antioquia. Seit 2012 fährt Gómez für das kolumbianische Continental Team Colombia-Comcel. In seinem ersten Jahr dort gewann er die Gesamtwertung der U23-Austragung der Vuelta a Colombia und das Mannschaftszeitfahren bei der Vuelta a Bolivia.

## Erfolge
2012
- Mannschaftszeitfahren Vuelta a Bolivia

2013
- Kolumbianischer Meister – Straßenrennen (U23)

## Teams
- 2010 Chaoyang Essa Envia
- 2011 GW Shimano-Chec-Edeq
- 2012 Colombia-Comcel
- 2013 Colombia Coldeportes
- 2014 Formesán-Bogotá Humana
- 2016 Supergiros-Redetrans